# Salvatore Corallo
Salvatore Corallo (Siracusa, 11 ottobre 1928 – Siracusa, 4 maggio 2019) è stato un politico italiano, ex presidente della Regione Siciliana.

## Biografia
Nato Siracusa nel 1928, figlio di un giornalista che ha perso il lavoro per avere rifiutato la tessera fascista. Alla morte del padre nel 1939 si trasferisce con la madre in Emilia presso uno zio. Nel 1944 la madre impiegata statale muore nel suo ufficio vittima di un bombardamento aereo. Nel 1944 si iscrive a Forlì al Partito socialista italiano durante la occupazione tedesca. Nel 1948 è Segretario della Camera del lavoro di Forlì. Nel 1951 diviene vice segretario della federazione del PSI di Milano. Eletto consigliere provinciale di Milano è capogruppo dei consiglieri socialisti. Nel 1957 al congresso di Venezia del PSI entra a far parte della Direzione del Partito. In questa veste viene incaricato di assumere la carica di segretario regionale del partito socialista in Sicilia.
Nel 1959 viene eletto deputato regionale con il PSI all'Assemblea Regionale Siciliana nel collegio di Siracusa, sua città natale. Conseguentemente lascia l'incarico di segretario regionale per assumere quello di capogruppo parlamentare all'ARS.
Nel 1961 viene eletto presidente della Regione Siciliana e guida un governo di transizione, il primo di centrosinistra, dopo il Milazzismo, che dura pochi mesi. Nel 1962 è assessore regionale all'Industria. Rieletto nel 1963 con il PSI all'Ars, dopo pochi mesi aderisce al PSIUP, con il quale viene rieletto nel 1967 e nel 1971, dove è vicepresidente dell'Ars e aderisce al gruppo parlamentare del PCI.
Nel 1976 viene eletto deputato alla Camera nella circoscrizione di Milano per il PCI. Nel 1979 si ricandida, ma in Sicilia, dove viene eletto al Senato restando senatore fino al 1983.
È morto nella sua città natale, il 4 maggio 2019 all'età di 90 anni.